# Reiss-Alexander Russell-Denny
Reiss-Alexander Russell-Denny (Reading, Inglaterra, 11 de mayo de 2006) es un futbolista británico que juega como centrocampista en el Chelsea F. C. de la Premier League.

## Trayectoria
Nacido en Reading, ingresó en la academia del Chelsea F. C. en 2014 como sub-8. Asistió a St Edward's Prep & Nursery en Reading. Firmó su primer contrato profesional en octubre de 2023.

## Selección nacional
En octubre de 2023 fue convocado con Selección de fútbol sub-18 de Inglaterra. Debutó con la selección sub-18 en un partido contra Bélgica (1-1) el 11 de octubre de 2023.

## Estadísticas

### Clubes
Actualizado al último partido disputado el 23 de enero de 2024.
| Club                     | Div.          | Temporada     | Liga  | Liga  | Liga   | Copas nacionales | Copas nacionales | Copas nacionales | Copas internacionales | Copas internacionales | Copas internacionales | Total | Total | Total  |
| Club                     | Div.          | Temporada     | Part. | Goles | Asist. | Part.            | Goles            | Asist.           | Part.                 | Goles                 | Asist.                | Part. | Goles | Asist. |
| ------------------------ | ------------- | ------------- | ----- | ----- | ------ | ---------------- | ---------------- | ---------------- | --------------------- | --------------------- | --------------------- | ----- | ----- | ------ |
| Chelsea F. C. Inglaterra | 1.ª           | 2023-24       | 0     | 0     | 0      | 0                | 0                | 0                | —                     | —                     | —                     | 0     | 0     | 0      |
| Chelsea F. C. Inglaterra | Total club    | Total club    | 0     | 0     | 0      | 0                | 0                | 0                | 0                     | 0                     | 0                     | 0     | 0     | 0      |
| Total carrera            | Total carrera | Total carrera | 0     | 0     | 0      | 0                | 0                | 0                | 0                     | 0                     | 0                     | 0     | 0     | 0      |